# Gordon Daniel
Gordon Daniel (* 1923; † August 2009 in Cornwall, England) war ein britischer Tontechniker, der 1967 den Oscar für die besten Toneffekte gewann.

## Leben
Daniel begann seine Laufbahn als Tontechniker in der Filmwirtschaft 1959 bei dem Film Die Schamlosen (Serious Charge) und wirkte bis 1988 an der Herstellung von fast fünfzig Filmen mit.
Bei der Oscarverleihung 1967 gewann er den Oscar für die besten Toneffekte in dem Film Grand Prix (1966) von John Frankenheimer mit James Garner, Eva Marie Saint und Yves Montand in den Hauptrollen.

## Filmografie
- 1959: Die Schamlosen (Serious Charge)
- 1965: Dschingis Khan
- 1973: Papillon
- 1979: Hardcore
- 1984: Terminator
- 1986: Platoon
- 1987: Wall Street
- 1988: Police Academy 5 – Auftrag Miami Beach

## Auszeichnungen
- 1966: Oscar für die besten Toneffekte (Oscarverleihung 1967)